# Hufiec ZHP Gdańsk-Śródmieście
Hufiec ZHP Gdańsk-Śródmieście im. Alfa Liczmańskiego – terytorialna wspólnota gromad i drużyn Związku Harcerstwa Polskiego działająca w ramach Chorągwi Gdańskiej ZHP. Swym zasięgiem obejmuje część dzielnic miasta Gdańsk i powiatów gdańskich. Hufiec zrzesza pięć szczepów, 15 gromad zuchowych i 31 drużyn. Działają w nim kluby specjalnościowe, Komisja Stopni Instruktorskich, Zespół Programowy i 4 namiestnictwa. Hufiec prowadzi Harcerską Bazę Obozową w Olpuchu.

## Historia hufca

### Hufce Harcerzy i Harcerek Gdańskich 1928-1948
Historia Hufca ZHP Gdańsk – Śródmieście ściśle łączy się z historią całego ruchu harcerskiego w mieście Gdańsku. W roku 1928 powstaje Hufiec Harcerzy i w 1931 Hufiec Harcerek – pierwszy z inicjatywy hm. Michała Urbanka, drugi hm. Marii Ostrowskiej. Z informacji pozyskanych z Gedanopedii wiadomo o następujących przedwojennych komendantach I,II i III Hufca Harcerzy: 1934 r. – Alfons Liczmański (1935-1937) oraz (1937-1939) – Alfons Żurek. 15 grudnia 1946 został powołany Hufiec Harcerzy Gdańsk-Śródmieście, zrzeszający drużyny męskie rozkazem Komendanta Chorągwi. Tę datę przyjmuje się jako oficjalną datę powstania Hufca Gdańsk-Śródmieście.
O powojennych latach działalności hufca wiadomo m.in., że w roku 1948 harcerze uczestniczyli w odgruzowywaniu Starówki, a także wyjeżdżali na obozy: w Żabim Rogu i Kretowicach (1949 r.).

### II Konspiracja Harcerska 1949-1956
„[…]1949 nastąpiła likwidacja tradycyjnego systemu wychowawczego. W drużynach odbierano harcerzom krzyże, lilijki, sprawności lub zakazywano ich noszenia. Wielobarwne chusty zastąpiono
czerwoną, na wzór pionierów radzieckich, a mundurek zamieniono na białą koszulę. Nową Organizację Harcerską podporządkowano całkowicie Związkowi Młodzieży Polskiej. Większość
dotychczasowych instruktorów zawiesiła pracę wychowawczą, niektórzy przeszli z harcerzami do politycznego podziemia[…]”
Na znak protestu przeciwko likwidacji ZHP, w 1949 roku powstała na Politechnice Gdańskiej organizacja „Szczerb”. Jej członkowie brali udział w konspiracyjnych spotkaniach, redagowali i rozpowszechniali ulotki o treściach antykomunistycznych, malowali na murach kotwice oznaczające sprzeciw wobec systemu, dekorowali pomniki harcerskie. Ta działalność została zakwalifikowana jako „czynienie przygotowań do zmiany przemocą ustroju Państwa Polskiego poprzez uczestnictwo w nielegalnej organizacji”. W 1954 r. członkowie „Szczerbu” zostali skazani przez Wojskowy Sąd Rejonowy w Gdańsku na kary więzienia. Do organizacji należeli m.in. Tadeusz Polak, Halina de Corde, Adam Langer – instruktorzy komendy Hufców Gdańskich. W 1956 roku po I Walnym Zjeździe ZHP w Łodzi nastąpiło odrodzenie harcerstwa i rehabilitacja harcerskiego systemu wychowawczego.
Do roku 1960 funkcjonowały osobne hufce męskie i żeńskie. W latach 1957–1959 funkcję komendanta Hufca Gdańsk-Śródmieście pełnił hm. Tadeusz Polak. W podobnym okresie komendantką Hufca Harcerek była Halina de Corde. Następcami na tych funkcjach byli hm. Adam Langer (komendant w latach 1958–1960) i hm. Maria Hrabowska (komendantka w latach 1959–1960).

### Hufiec Gdańsk-Śródmieście 1960-1969
W roku 1960 hufce harcerek i harcerzy połączyły się ze sobą. Od roku 1959 hufiec posiadał sztormana i przy hufcu intensywnie rozwijały się drużyny wodne. W roku 1961 hufiec otrzymał budynek na Krakowcu z przeznaczeniem na ośrodek żeglarski, który w kolejnych latach jest remontowany i służy rozwojowi wychowania morskiego. W roku 1962 Hufiec otrzymał swój sztandar. Z tej okazji zorganizowany był uroczysty przemarsz przez miasto. W 1965 roku odnotowano w kronice hufcowej jeden z pierwszych obozów hufcowych k. Olpucha nad j. Chądzie.
W tym samym roku odbył się Zlot Drużyn z okazji X Wieków Gdańska na Biskupiej Górce i III Rajd Pomorski. W roku 1965 powstał przy hufcu Żeglarski Klub Młodzieżowy, który stał się zapleczem kadrowym dla Sztormanatu Hufca. W roku 1985 został przekształcony w Żeglarski Krąg Instruktorski MESA.
W 1966 zorganizowano wycieczkę instruktorską do Czechosłowacji. W 1967 roku harcerze z hufca brali udział w uroczystym odsłonięciu pomnika w Westerplatte.
Obozy organizowane w tym okresie to m.in.: Zgrupowanie obozów żeglarskich w Rzucewie (1959 r.), Obóz w Sarnówku (1964 r.), Obóz w Dwornikach w Bieszczadach, Jeruszkach, Kolonia zuchowa w Salinie.

### Hufiec Gdańsk-Śródmieście 1970-1979
8 października 1969 r. hufiec świętował otwarcie klubu „U słupa” na ul. Starganiarskiej w Domu Mrongowiusza, gdzie funkcjonuje komenda hufca, ale już 15 listopada 1970 r. został otwarty Dom Harcerza, który stał się siedzibą hufca.
13 września 1970 r. hufiec otrzymał Harcerską Odznakę Honorową za zasługi dla ZHP. Komendantem hufca od roku 1964 był hm. Marian Knop. Dzięki jego staraniom i prowadzonej kampanii „Alf” hufiec 18 października 1970 r. otrzymał imię Alfa Liczmańskiego (ur. 1904, zm. 1940), zasłużonego Komendanta Gdańskiego Hufca Harcerzy (1934 r.) i komendanta Chorągwi Gdańskiej ZHP (1935 r.), więźnia obozu koncentracyjnego Stutthof, zamordowanego podczas II wojny światowej w Granicznej Wsi.
Początek lat 70. odnotował Pierwszy Festiwal Piosenki Zuchowej (1971) i Festiwal Piosenki Harcerskiej (1972), a następnie Tydzień Hufca (1972). Tydzień Hufca oznacza jeden z tygodni marca, w którym organizowane były: Festiwal Piosenki/Przegląd Kulturalny, Apel na Cmentarzu Ofiar Hitleryzmu na Zaspie, Apel w Granicznej Wsi (przed pomnikiem na terenie byłego obozu pracy Grenzdorf) upamiętniające rocznicę śmierci patrona hufca, a później także Rajd Bezdroża.
W roku 1973 komendantem hufca został hm. Andrzej Nawrocki, który pełnił tę funkcję przez wiele kadencji, aż do roku 1991.
W latach 70. odbywały się liczne hufcowe wydarzenia: 1975 – Konferencja instruktorska w Otominie, 1976 – jeden z pierwszych turniejów o tytuł Drużyny Sztandarowej, 1976 – Rajd Górski Bieszczadzkie Ścieżki, Konferencja Hufca 1973 czy Biegi na OSO (Odznaka Sprawności Obronnej).
W latach 70. „Bardzo dobrze rozwijał się ruch starszoharcerski, drużyn specjalnościowych. Hufiec Gdańsk-Śródmieście dysponował amatorską radiostacją, motocyklem WFM, samochodem terenowym („gazik”), modelarnią lotniczą, pracownią fotograficzną, Stanicą Żeglarską w Krakowcu”.

### Hufiec Gdańsk-Śródmieście 1980-1999
W 1981 została odsłonięta tablica pamiątkowa „Pamięci harcerek i harcerzy Gdańskich poległych i pomordowanych w latach drugiej wojny światowej 1939-1945” na Domu Harcerza. Z tej okazji hufiec uczestniczył w uroczystym przemarszu ulicami Gdańska. Była to też okazja do świętowania 70 rocznicy ZHP.
W 1984 powstał działający do dziś Szczep Bór pod komendanturą hm. Przemysława Sautycza, zrzeszający drużyny harcerskie w dzielnicy Gdańsk-Chełm.
W 1987 roku hufiec pierwszy raz organizował Rajd Śladami Polskości (później Przeszłości) Gdańska, który staje się tradycyjnym corocznym wydarzeniem hufca. Obecnie Rajd ten ma charakter ogólnopolski.
W 1991 roku ZHP organizował Światło Betlejemskie, także w tym roku Hufiec Gdańsk-Śródmieście uczestniczy w tej nowej tradycji w Gdańsku.
W 1991 roku doszło do pierwszej wymiany skautów i wyjazdu harcerzy hufca poza kraje byłego bloku komunistycznego. Zostaje zorganizowana wymiana ze skautami z Danii. Skauci odwiedzili Gdańsk, a następnie harcerze hufca udali się z rewizytą do Kopenhagi.
W roku 1991 komendantem hufca został phm. Mieczysław Rogowski. Następnie w tym samym roku funkcję komendanta objęła hm. Beata Matyjaszczyk, która funkcję tę pełniła przez 13 lat, aż do roku 2005.
W 1998 roku z inicjatywy hm. Artura Glebko powstał Szczep Knieja, zrzeszający drużyny w dzielnicy Gdańsk-Orunia Górna.
W roku 1999 przy hufcu powstała Harcerska Grupa Ratownicza, założona przez hm. Grzegorza Kozłowskiego.
W latach 80. i 90. odbywały się kolejne imprezy hufcowe, m.in. zgrupowanie obozów harcerskich w Chrzanowie 1981, wyjazd instruktorski do Warszawy 1981 i Krakowa 1983, zimowiska w Lidzbarku Warmińskim 1984 i Kościerzynie 1985, Otwocku 1991 i Toruniu, Obóz w Lubikach 1989, na Jurze Krakowsko-Częstochowskiej 1995, liczne obozy w Olpuchu, biegi na stopnie, biwaki, rajdy, tygodnie hufca, festiwale/ przeglądy kulturalne itp.
W tych latach hufiec posiadał bazę w Sobieszewie i Kobysewie oraz Krakowiec.

### Hufiec Gdańsk-Śródmieście 2000-2009
Na początku lat dwutysięcznych hufiec liczył ok. 60 drużyn i 1200 członków. W roku 2000 hufiec wziął udział w Światowym Zlocie Polskiego Harcerstwa w Gnieźnie z okazji 90. rocznicy powstania ZHP.
W roku 2002 została odsłonięta tablica pamięci hm. Tadeusza Polaka. Jest to też rok, w którym hufiec rozpoczął kreatywnie pozyskiwać fundusze na swoją działalność. Rozpoczęte zostały akcje pakowania zakupów w hipermarketach, które przez kolejne lata dostarczały drużynom środki finansowe na działalność programową.
W 2003 powstał Szczep Jasień w dzielnicy o tej samej nazwie, komendantką została hm. Joanna Majchrowicz.
W 2004 hufiec ustanowił nagrodę Alfa im. Tadeusza Polaka dla aktywnie działających instruktorów hufca.
W 2005 nastąpiła zmiana na funkcji komendanta hufca. Nową komendantką została hm. Małgorzata Sinica, która w 2007 roku została wybrana Naczelniczką ZHP i tym samym zrezygnowała z dalszego pełnienia funkcji komendanta hufca.
W 2006 roku powstał Szczep Burza z inicjatywy hm. Artura Sarnowskiego, zrzeszający drużyny z okolic Kokoszek.
W roku 2007 komendantem hufca został hm. Tomasz Michałowski.

### Hufiec Gdańsk-Śródmieście 2010-2015
W roku 2011 komendantką hufca została hm. Zenobia Glac-Ściebura. W tym samym roku przy okazji XXIV Rajdu Śladami Przeszłości Gdańska zorganizowano trasa dla seniorów, która stała się nową hufcową tradycją. Hufiec zapoczątkował coroczną akcję HUP – Harcerzu Ubierz Psiaka, której celem było zbieranie koców oraz innych potrzebnych rzeczy materialnych dla psów i kotów z trójmiejskich schronisk. Przy hufcu powstały nowe zespoły programowe – w roku 2012 Grupa Muzycznego Wsparcia, w 2014 – Harcerski Klub Lotniczy „Wzlot”. W roku 2015 decyzją zjazdu hufca komendantem hufca został phm. Dawid Szymański.

### Hufiec Gdańsk-Śródmieście od 2016
W 2016 roku hufcowa Komisja Stopni Instruktorskich, licząc od roku 2000, zamknęła pozytywnie 42 (na 85 otwieranych) próby podharcmistrzowskie i 128 (na 212 otwieranych) prób przewodnikowskich.
Hufiec ZHP Gdańsk – Śródmieście jest jednostką terenową Chorągwi Gdańskiej Związku Harcerstwa Polskiego. Swoim działaniem obejmuje teren gdańskich dzielnic: Chełm, Jasień,
Kokoszki, Olszynka, Orunia – Św. Wojciech – Lipce, Rudniki, Siedlce, Suchanino, Śródmieście, Ujeścisko – Łostowice i Wzgórze Mickiewicza; oraz gminy: Cedry Wielkie, Kolbudy, Pruszcz Gdański, Przywidz, Pszczółki, Suchy Dąb, Trąbki Wielkie.
Hufiec zrzesza prawie tysiąc zuchów, harcerzy, harcerzy starszych, wędrowników i instruktorów zrzeszonych w ok. 50 gromadach, drużynach, kręgach i klubach. Na terenie Hufca działa 5 szczepów harcerskich.
Kadrę hufca stanowi ponad 100 instruktorów i wychowawców – wolontariuszy. Są to przede wszystkim studenci i uczniowie szkół średnich, ale także nauczyciele oraz pracownicy różnych firm i instytucji. Wszyscy posiadają niezbędne przeszkolenie do pracy z dziećmi i młodzieżą, na bieżąco podnoszą swoje kwalifikacje i umiejętności podczas kursów wewnątrz organizacji i na szkoleniach zewnętrznych. Hufiec Gdańsk – Śródmieście, jako jedna z większych organizacji młodzieżowych działających na terenie Gdańska czynnie uczestniczy w życiu społecznym. Przy realizacji swoich działań, hufiec współpracuje z władzami samorządowymi i innymi organizacjami pozarządowymi. Aktywnie włącza się również w działania lokalnych społeczności.

## Komendantki i komendanci hufca

### Komendanci Gdańskich Hufców Harcerzy (I,II,II)
- hm. Michał Urbanek – 1928
- hm. Alfons Liczmański – 1934
- hm. Alfons Żurek – 1935-1937 oraz 1937-1939

### Komendantki Gdańskiego Hufca Harcerek
- hm. Maria Ostrowska – 1931

- Halina de Corde – 1957-1959
- Teresa Fisikowska – 1959

### Komendanci Hufców Harcerek i Harcerzy Gdańsk-Śródmieście
- Powstanie Hufca Harcerzy Gdańsk-Śródmieście – 1946
- Komendant nieznany – 1946-1949
- Likwidacja ZHP i Druga Konspiracja Harcerska 1949-1956

- hm. Wiesław Giersz – 1957
- hm. Tadeusz Polak – 1957-1958
- hm. Adam Langer – 1958-1960
- hm. Maria Hrabowska – 1959-1960

### Komendanci Hufca Gdańsk-Śródmieście (po połączeniu Hufca Harcerek i Harcerzy)
- hm. Konrad Majewski – 1960-1961
- hm. Tadeusz Wójcik – 1961 – 1964
- hm. Marian Knop – 1964 -1973
- hm. Andrzej Nawrocki – 1973-1991
- phm. Mieczysław Rogowski – 1991
- hm. Beata Matyjaszczyk – 1991-2005
- hm. Małgorzata Sinica – 2005 -2007
- hm. Tomasz Michałowski – 2007 – 2011
- hm. Zenobia Glac- Ściebura – 2011-2015
- hm. Dawid Szymański – 2015 – 2019
- phm. Mateusz Okła – 2019 – 2023
- hm. Mateusz Pogorzelski - 2023 - obecnie

## Władze Hufca
25 listopada 2023 Zjazd Zwyczajny Hufca wybrał nowy skład komendy i komisji rewizyjnej na czteroletnią kadencję:

### Komenda
- hm. Mateusz Pogorzelski – komendant hufca
- pwd. Martyna Miernicka – skarbniczka hufca
- phm. Paweł Turowski – zastępca komendanta ds. programu
- phm. Aleksandra Maciejowska – członkini komendy hufca ds. kształcenia
- hm. Klaudia Klębowska – członkini komendy hufca ds. pracy z kadrą[6]

### Komisja Rewizyjna
- phm. Dominik Kowalke – przewodniczący
- phm. Joanna Baranowska - wiceprzewodnicząca
- pwd. Aleksandra Comblik – sekretarz
- phm. Mikołaj Badocha – członek komisji
- phm. Marcin Latuszek – członek komisji[7]

## Jednostki Hufca
W Hufcu działają gromady zuchowe, drużyny harcerskie, drużyny starszoharcerskie, drużyny wielopoziomowe oraz wędrownicze.
Gromady zuchowe:
- 3 Gdańska Gromada Zuchowa „Leśne Skrzaty”
- 6 Gdańska Gromada Zuchowa "Hefalumpy"
- 7 Gdańska Gromada Zuchowa „Misie Patysie”
- 8 Gdańska Gromada Zuchowa „Wilczki Morskie”
- 9 Gdańska Gromada Zuchowa „Przyjaciele Gumisiów”
- 14 Gdańska Gromada Zuchowa „Złote Rybki”
- 15 Gdańska Gromada Zuchowa „Nieustraszone Kraśnięta”
- 16 Gdańska Gromada Zuchowa „Puszczańska Gromada”
- 17 Gdańska Gromada Zuchowa „Poszukiwacze Przygód”
- 41 Gromada Zuchowa "Hakuna Matata"
- 84 próbna Gdańska Gromada Zuchowa "Zorza"
- 91 Gdańska Gromada Zuchowa „Smerfna Kraina”
- 95 Gdańska Gromada Zuchowa „Bystre Niedźwiadki”

Drużyny harcerskie:
- 1 Przywidzka Drużyna Harcerska
- 13 Gdańska Drużyna Harcerska im. mjr. Mieczysława Słabego
- 16 Gdańska Drużyna Harcerska „Cichociemni” im. ppłk. Adama Borysa
- 48 Drużyna Harcerska „Incognito” im. Harcerskiej Poczty Polowej
- 73 Gdańska Drużyna Harcerska „Białe Orły"
- 74 Gdańska Drużyna Harcerska „Kotwice” im. Stefana Wawrzyńca-Miraua
- 78 Gdańska Drużyna Harcerska "Dianthus" im. Jana Bytnara "Rudego"
- 79 Gdańska Drużyna Harcerska „Tajga”
- 91 Gdańska Drużyna Harcerska „Źródło”
- 92 Gdańska Drużyna Harcerska „Czarne Klony” im. Józefa Grzesiaka „Czarnego”
- 97 Gdańska Drużyna Harcerek+2 „Związek Koniczyn”
- 304 Gdańska Drużyna Harcerek „Orion” im. Tadeusza Polaka

Drużyny starszoharcerskie:
- 40 Drużyna Harcerska „Szturm”
- 76 Gdańska Gdańska Drużyna Starszoharcerska "Silva"
- 94 Gdańska Drużyna Starszoharcerska "Venga Vamos!"
- 98 Gdańska Drużyna Starszoharcerska „Płomienne Zorze”
- 141 Gdańska Drużyna Starszoharcerska "Nebula"

Drużyny wielopoziomowe:
- 4 (próbna) Wielopoziomowa Drużyna Harcerska „Żywioły”
- 7 Gdańska Integracyjna Drużyna Harcerska „Keja”
- 11 Trąbkowska Drużyna Harcerska ,,Cegły" im. Anny Burdówny
- 14 Gdańska Drużyna Harcerska „Gryf” im. Danuty Siedzikówny „Inki”
- 17 Oliwska Drużyna Harcerska im. Arenda Dickmanna
- 18 Gdańska Drużyna Harcerska „Czarni” im. Zawiszy Czarnego z Garbowa
- 33 Gdańska Drużyna Harcerska UMa „Ursa Major”
- 33 Wielopoziomowa Drużyna Harcerska im. Harcerskiego Batalionu Ochrony Sztabu "BASZTA"
- 65 Gdańska Drużyna Harcerska +1 im. Alfa Liczmańskiego „Pszczółki”
- 71 Gdańska Drużyna Harcerek „Leśny Szlak” im. Olgi Drahonowskiej
- 72 Drużyna Harcerska im. Spadochroniarzy Cichociemnych
- 77 Gdańska Drużyna Harcerska „Wataha” im. Aleksandra Kamińskiego
- 77 Wielopoziomowa Drużyna Harcerska im. Harcerskiego Batalionu Szturmowego "ZOŚKA"
- 90 próbna Gdańska Drużyna Harcerska „Brzask”

Drużyny wędrownicze:
- 44 Drużyna Wędrownicza „Ŝtuparo”
- 99 Gdańska Drużyna Wędrownicza „Leniwce”
- 113 Gdańska Drużyna Wędrownicza "Aurea Dicta"
- 178 Gdańska Drużyna Wędrownicza „Transcendentni”

Drużyny i gromady, które działały w hufcu:
- 1 Przywidzka Gromada Zuchowa
- 13 Gdańska Gromada Zuchowa „Uśmiechnięta Arka”
- 21 Gdańska Drużyna Harcerska „Strzelcy” im. Józefa Piłsudskiego
- 69 Gdańska Gromada Zuchowa
- 74 Gromada Zuchowa „Wodne Gumisie”
- 76 Gdańska Gromada Zuchowa „Dzielne Wilczki”
- 93 Gdańska Drużyna Harcerska „Top Secret”
- 94 Gdańska Drużyna Starszoharcerska "Czarne Sosny"
- 317 Gdańska Drużyna Wędrownicza „Antysobkostwo”

Hufiec zrzesza także następujące szczepy: Bór, Burza, Jasień, Knieja i Szturwał. Obecnie działające kluby specjalnościowe to Harcerska Grupa Ratownciza „ALFA”, Harcerski Klub Lotniczy „Wzlot” oraz Grupa Muzycznego Wsparcia. Instruktorzy mają możliwość zrzeszania się w następujących Kręgach Instruktorskich: KI "Arboretum", KI "Baszta" oraz KI "Cisza(przed Burzą)". 

## Wydarzenia organizowane przez hufiec
Najbardziej znanym wydarzeniem organizowanym przez hufiec jest rajd na terenie Gdańska, który nawiązuje do poznawania historycznego dziedzictwa miasta oraz do odzyskania przez Polskę Niepodległości w 1918 r.  Pierwszy  pod nazwą Rajd Śladami Polskości Gdańska odbył się w 1988, w 1994 zmienił nazwę na Rajd Śladami Przeszłości Gdańska.  Hufiec organizuje również coroczne wydarzenia dla środowisk hufca, związane z datą  jak jesienna Koncentracja Drużyn Hufca (data nieprzypadkowa, gdyż związana z dniem urodzin Alfa Liczmańskiego - bohatera hufca) czy wiosenny Tydzień hufca -  (na który składa się Przegląd Kulturalny Hufca, Rajd Bezdroża, Rajd Drogowskazy i obchody rocznicy zamordowania bohatera hufca).

## Harcerskie miejsca pamięci w Gdańsku
- tablica pamiątkowa na kamienicy przy ul. Długiej 20/21 poświęcona hm. Stefanowi Wawrzyńcowi Mirau
- pomnik Harcerek i Harcerzy Miasta Gdańska pomordowanych w czasie II Wojny Światowej u zbiegu ulic Hucisko i Wały Jagiellońskie (Zieleniec w pobliżu Nowego Ratusza)
- tablica na Domu Harcerza poświęcona pamięci harcerek i harcerzy gdańskich, poległych i pomordowanych w latach drugiej wojny światowej 1939-1945
- tablica poświęcona współtwórcy harcerstwa w Wolnym Mieście Gdańsku Alfa Liczmańskiego na jego domu w Oliwie
- ulica imienia Alfa Liczmańskiego w Oliwie
- tablica poświęcona poległym harcerzom, m.in. hm. Bernardowi Myśliwkowi ps. „Konrad”, komendantowi Pomorskiej Chorągwi Szarych Szeregów, zamordowanego przez Gestapo w dniu 1 października 1942 r., w Śródmieściu, cmentarz garnizonowy ul. gen. Antoniego Giełguda
- kamień poświęcony pamięci żołnierzy i harcerzy antykomunistycznych organizacji niepodległościowych (WIN, NSZ), poległym w walce i pomordowanym w Związku Sowieckim i w Polsce w latach 1944–1956, Śródmieście, cmentarz garnizonowy ul. gen. Antoniego Giełguda[10]